# Masters de Indian Wells 1987
El 1987 Pilot Pen Classic fue la 12.ª edición del Abierto de Indian Wells, un torneo del circuito ATP. Se llevó a cabo en las canchas duras de Indian Wells, en California (Estados Unidos), entre el 16 de febrero y el 23 de febrero de ese año.

## Ganadores

### Individual masculino
Boris Becker venció a  Stefan Edberg, 6–4, 6–4, 7–5

### Dobles masculino
Guy Forget /  Yannick Noah vencieron a  Boris Becker /  Eric Jelen, 6–4, 7–6